# Rumina decollata
Rumina decollata (лат.) — вид хищных улиток из семейства ахатинид (Achatinidae).

## Описание
Панцирь длинный, вырастает до 40 мм в длину.
Хищники. Питаются улитками, слизнями и их яйцами.

## Распространение
Средиземноморский вид (кроме юго-восточной часть региона), с римских времён интродуцированный в Израиль и Египет. Вид интродуцирован также в Северную Америку. Встречается в Великобритании.